# Martten Kaldvee
Martten Kadvee (ur. 30 kwietnia 1986 w Tallinnie) – estoński biathlonista.
Reprezentant kraju w zawodach PŚ oraz na mistrzostwach świata. Jego najlepszym dotychczasowym osiągnięciem jest siódme miejsce w biegu sprinterskim wywalczone 9 stycznia 2010 roku w Oberhofie w zawodach o Puchar Świata.
Jego ojciec, Urmas Kaldvee, także był biathlonistą.

## Osiągnięcia

### Igrzyska olimpijskie
| 2010 Vancouver/Whistler (Kanada) | 81. miejsce (IN), 74. miejsce (SP), |

### Mistrzostwa świata
| 2009 P'yŏngch'ang (Korea Południowa) | 45. miejsce (IN), 14. miejsce (RL) |

### Mistrzostwa świata juniorów
| 2008 Ruhpolding (Niemcy) | 71. miejsce (PU), 72. miejsce (SP), 14. miejsce (RL) |

### Puchar Świata

#### Miejsca w klasyfikacji generalnej
| Sezon     | Miejsce |
| --------- | ------- |
| 2009/2010 | 78.     |